# Lac à la Carpe (Belle-Rivière)
Pour les articles homonymes, voir Carpe.
Le lac à la Carpe est le plus important plan d'eau douce du bassin versant de la rivière à la Carpe sur le bassin versant du lac Saint-Jean, dans le territoire non organisé de Belle-Rivière, dans la municipalité régionale de comté (MRC) de Lac-Saint-Jean-Est, dans la région administrative de la Saguenay–Lac-Saint-Jean, dans la province de Québec, au Canada.
Le lac à la Carpe est situé à quelques kilomètres de la limite nord de la réserve faunique des Laurentides.
Cette petite vallée est desservie par la route forestière longeant la rive est de la rivière Métabetchouane. Quelques routes secondaires desservent cette zone pour les besoins de la foresterie, des activités récréotouristiques.
La foresterie constitue la principale activité économique du secteur ; les activités récréotouristiques, en second.
La surface du lac à la Carpe est habituellement gelée du début de décembre à la fin mars, toutefois la circulation sécuritaire sur la glace se fait généralement de la mi-décembre à la mi-mars.

## Géographie
Les principaux bassins versants voisins du lac à la Carpe sont:
- côté nord: rivière à la Carpe, lac Saint-Jean;
- côté est: lac de la Belle Rivière, La Belle Rivière, Grand lac des Cèdres, rivière du Milieu;
- côté sud: rivière Métabetchouane, rivière au Canots, lac Huard;
- côté ouest: rivière Métabetchouane, petit lac à la Carpe.

Le lac à la Carpe comporte une longueur de 8,3 km, une largeur de 2,0 km et une altitude de 359 m. Ce lac comporte une presqu'île s'avançant vers le nord-ouest, créant une baie à l'embouchure de la décharge du lac au Canard.
Ce lac est surtout alimenté par la décharge (venant du sud-est) du lac au Canard et du lac Madore, ainsi que par la décharge du lac Larouche. L’embouchure de ce lac est située au nord-ouest, soit au fond d'une petite baie, à :
- 2,0 km au nord-est du cours de la rivière Métabetchouane;
- 3,0 km au sud-est de la confluence de la décharge du lac et de la rivière à la Carpe;
- 7,3 km au sud-ouest d'une baie du lac de la Belle Rivière;
- 20,0 km au sud-est du lac Saint-Jean[2].

À partir de l’embouchure du lac à la Carpe, le courant coule selon les segments suivants:
- 3,6 km vers le nord en suivant la décharge jusqu'à sa confluence de la rivière à la Carpe;
- 11,8 km vers l'ouest en descendant la rivière à la Carpe;
- 19,1 km vers le nord en suivant le courant de la rivière Métabetchouane, jusqu’à la rive sud du lac Saint-Jean;
- 22,8 km vers le nord-est en traversant le lac Saint-Jean;
- 172,3 km vers l'est en empruntant le cours de la rivière Saguenay via La Petite Décharge sur 172,3 km jusqu’à Tadoussac où il conflue avec l’estuaire du Saint-Laurent[2].

## Toponymie
Le toponyme "lac à la Carpe" a été officialisé le 5 décembre 1968 par la Commission de toponymie du Québec.